# Port lotniczy Hokitika
Port lotniczy Hokitika (IATA: HKK, ICAO: NZHK) – port lotniczy położony 1,9 km od Hokitika, na Wyspie Południowej, w Nowej Zelandii.